# NGC 7297
NGC 7297 est une vaste galaxie spirale relativement éloignée et située dans la constellation de la Grue. Cette galaxie a été découverte par l'astronome britannique John Herschel en 1834. La base de données HyperLeda est d'avis qu'il s'agit d'une galaxie spirale barrée (SBbc).
La classe de luminosité de NGC 7297 est II-III et elle renferme également des régions d'hydrogène ionisé. Selon la base de données Simbad, NGC 7297 est une galaxie active de type Seyfert 2.	
La vitesse de NGC 7297 par rapport au fond diffus cosmologique est de 10 538 ± 48 km/s, ce qui correspond à une distance de Hubble de 155,4 ± 10,9 Mpc (∼507 millions d'al). La distance de Hubble de la galaxie LEDA 93855 située près de NGC 7297 est égale à 155,43 ± 10,92 Mpc (∼507 millions d'al), soit pratiquement la même. Ces deux galaxies pourraient donc former une paire réelle de galaxies, comme le souligne le professeur Seligman.